# Ján Hučko
Ján Hučko (8. července 1910 Sereď – 21. března 1973 Galanta) byl slovenský sochař.

## Životopis
V letech 1929–1933 studoval na sochařsko-kamenické škole v Hořicích a následně mezi lety 1933–1938 na Akademii výtvarných umění v Praze u profesora Otakara Španiela. Zde se věnoval reliéfu a portrétu a monumentálnímu sochařství. V roce 1937 odjel díky obdrženému stipendiu na studijní pobyt do Paříže, kde strávil 14 měsíců na pobočce pražské Akademie u profesora Františka Kupky. Po svém návratu pracoval v ateliéru profesora Španiela. V letech 1939–1945 vyučoval jako profesor kreslení a rýsování na gymnáziu v Trnavě a zároveň se věnoval i vlastní umělecké tvorbě.
Byl členem skupiny Generace 1909.
Během vlastní umělecké tvorby se věnoval zejména sochařským portrétům. Portréty jsou dekorativní a popisné. Figurální kompozice se v jeho dílech příliš nevyskytuje. Nejvíce se zabýval monumentální plastikou. Dále se věnoval i restaurátorské činnosti. V letech 1942–1943 provedl restauraci soch v raněbarokním univerzitním kostele v Trnavě, v roce 1944 restauroval barokní sousoší Panny Marie před vchodem do Nitranského hradu. V dalších letech restauroval dřevěné gotické oltáře v Očové, lidové sošky ve Slovenském národním muzeu, sousoší svaté Trojice v Banské Štiavnici a další díla.
Jeho díla jsou zastoupena ve sbírkách Slovenské národní galerie v Bratislavě a Národní galerie v Praze.

## Dílo
- 1951: Památník SNP v Detvě (s F. Faulhammerem); Památník SNP v Málinci[1]
- 1953: Památník SNP v Nové Bani (s A. Kornhauserem)[1]
- 1959: Studie k plastice I.[1]
- 1960: Pomník M. Nešpora v Holíči[1]
- 1962: Mateřství, sousoší pro sídliště v Ružomberoku[1]
- 1967: Obyčejný život, Děčín;[3] Mramorový reliéf Život a socha Lodníka pro administrativní budovu Čs. plavby labsko-oderské v Děčíně[1]
- 1969: Návrat (lodníka), Děčín[3]
- 1982: Oddanosť strane, Bratislava[3]
- Tři dívky, Prešov[3]

### Vlastní výstavy
- 1940: Trnava (s Moussonem)[1]
- 1960: Bratislava, Košice[1]
- 1961: Sofie (s M. Tvrdoněm)[1]